# Salvelinus struanensis
Salvelinus struanensis es una especie de pez de la familia Salmonidae en el orden de los Salmoniformes.

## Hábitat
Vive en zonas de  aguas dulces templadas (57°N-56°N, 5°W-4°W).

## Distribución geográfica
Se encuentra en Escocia.